# Bubopsis agrionoides
Bubopsis agrionoides — вид насекомых из семейства аскалафов отряда сетчатокрылых.

## Описание
Окраска тела тёмная серо-чёрная. Тело густо опушено белыми или серыми волосками. Голова с крупными сильно выделяющимися глазами. Крылья прозрачные, с тонкими чёрными жилками, без пятен. Усики булавовидной формы, тёмного цвета. Основание усиков и их булавы желтоватые. На конце брюшка у самцов имеются эктопрокты, по которым они визуально легко отличаются от самок.

## Ареал
Средиземноморский вид. В Европе встречается в Португалии, Испании, на юге Франции и на Сицилии.

## Биология
Дневной вид, но может прилетать ночью на искусственные источники света. Имаго — хищники, охотятся в полёте на мелких насекомых. В состоянии покоя сидят на травянистой растительности.